# 俞谐
俞谐（英文：Franklin Yu，1914年—2016年3月），名士銂，字方栢，浙江鄞县人，中国国民党前中央组织部要人之一，中华民国陆军少将军衔，台湾教育家。

## 生平
民国二年（1914年），生于浙江省宁波市鄞县（今属海曙区）古林镇俞家村。早年赴美国留学，毕业于美国田纳西大学教育系，获得硕士学位。
抗日战争爆发后，1939年，弃教从军，投身抗日。毕业于为黄埔军校第十六期。曾任中华民国中央军校第三分校（长沙分校）政治教官。后任江西贵溪县（今贵溪市）县长。曾任江西省第五区保安司令，授少将军衔。
1949年，移居台湾。在中國國民黨中央委員會工作，任组织工作会副主任 。后由政从教，历任国立台湾大学、國立臺灣師範大學、中国文化大学等高校教授。
后由台湾赴美国，从事文教艺术工作，定居加利福尼亚旧金山。画作《梦露画像》曾于1997年获旧金山地区美术展优等奖。
曾以99岁高龄回家乡祭祖，并出资设立慈善基金，发展家乡卫生事业。曾将自己书画作品捐赠鄞州区档案。有子俞舜民，1949年后留大陆，曾任鄞县副县长。

## 著作
对美国高等教育、马克思主义颇有研究，代表著作有：
- 《美国的高等教育》
- 《马克思主义述评》
- 《和平工作团》
- 《世界思潮之主流》